# Emerald 37
Der Massengutschiffstyp Emerald 37 wurde in der Volksrepublik China in Serie gebaut.

## Einzelheiten
Die Emerald-37-Baureihe wurde von Neptun Ship Design in Rostock und Shanghai für die Reederei Nord und die kanadische Reederei Fednav entworfen und wird seit 2010 auf mehreren chinesischen Werften für verschiedene Reedereien gebaut. Die Schiffe sind als Handysize-Massengutschiffe mit achtern angeordneten Aufbauten ausgelegt. Sie haben fünf Laderäume mit jeweils eigener Luke, deren Lukendeckel hydraulisch betätigt werden. Der gesamte Laderaumrauminhalt beträgt bei Schüttgütern rund 48.000 m³. Zum Ladungsumschlag stehen vier mittschiffs angebrachte, hydraulische Schiffskräne zur Verfügung. Der Schiffstyp kann bei einem Tiefgang von 10,50 m rund 37.200 Tonnen transportieren. Die Einheiten sind auf den Transport verschiedener Massengüter, wie zum Beispiel Getreide, Kohle, Mineralien inklusive verschiedener Gefahrgüter ausgelegt. Die Tankdecke der Laderäume ist für den Erztransport verstärkt ausgeführt. Es können darüber hinaus auch Sackgüter, Stahlprofile, -röhren und andere Massenstückgüter, jedoch keine Decksladungen transportiert werden.
Der Antrieb der Schiffe besteht aus einem Zweitakt-Dieselmotor. Der Motor ermöglicht eine Geschwindigkeit von etwa 15 Knoten. Es stehen mehrere Hilfsdiesel und ein Notdiesel-Generator zur Verfügung.
Aus dem Emerald 37 ist später der Nachfolgetyp Emerald 38 entwickelt worden, der bis zu 38.000 Tonnen trägt.